# François Claessens
François Claessens (2 ottobre 1897 – 29 settembre 1971) è stato un ginnasta belga.

## Palmarès

### Olimpiadi
- 1 medaglia:
  - 1 argento (Anversa 1920 nel concorso a squadre)